# A Lover’s Concerto
A Lover’s Concerto ist der Titel eines von der US-amerikanischen Girlgroup The Toys im Jahre 1965 veröffentlichten Musikstücks im Musikstil des Pop-Rock.

## Entstehungsgeschichte

The Toys - A Lover’s Concerto (1965)

Die drei Mädchen trafen sich auf der Woodrow Wilson High School in Jamaica (Bundesstaat New York), wo sie gemeinsam als Gruppe sangen. Sie kamen in Kontakt zum Plattenexperten Vince Mark, der von ihren Talenten beeindruckt war. Dieser kontaktierte die Autoren Sandy Linzer und Denny Randell, die eine Adaption auf der Grundlage des Menuett in G-Dur von Johann Sebastian Bach erarbeiteten. Zunächst galt Bach als Komponist, doch im Jahre 1970 schrieben Musikologen das Menuett Christian Petzold zu, das Anna Magdalena Bach in ihr Notenbüchlein im Jahre 1725 übernommen hatte (BWV Anhang 114). Randell wuchs mit der Melodie auf, die bereits durch Tenorsaxophonist Freddy Martin unter dem Titel A Lover’s Concerto herausgebracht wurde (aufgenommen am 27. Dezember 1941).
Das Mädchentrio nannte sich The Toys und erhielt einen Plattenvertrag bei dem im Dezember 1964 vom Musikproduzenten Bob Crewe gegründeten Independent-Label DynoVoice Records. A Lover’s Concerto sollte die neunte Single des Labels und die erste der Toys werden.
Teile des Liedes entstanden im Juli/August 1965 in den Olmstead Recording Studios in New York City, weitere in den Bell Sound Recording Studios, die auch das Mastering übernahmen. Musikproduzent Charlie Calello setzte eine melodieführende Bläsersektion ein, die Gitarrenriffs übernahm Ralph Casale, einer der wichtigsten damaligen Sessionmusiker in New York. Während das Menuett im ¾-Takt geschrieben war, ist die Adaption im 4/4-Takt verfasst. Der Musiktitel selbst erscheint im Liedtext nicht.

## Veröffentlichung und Erfolg
Die Single A Lover’s Concerto / The Night (DynoVoice #209) erschien am 24. August 1965. Am 30. Oktober 1965 gelangte sie auf Rang zwei der Billboard Hot 100, wo sie für 3 Wochen verblieb. Den Status als Nummer-eins-Hit verhinderten die Beatles mit Yesterday und danach die Rolling Stones mit Get Off of My Cloud. Im Musikmagazin Cashbox hingegen erreichten sie für eine Woche den ersten Rang. Am 28. Oktober 1965 sangen die Toys das Lied in der TV-Musiksendung „Shindig!“ Die Goldene Schallplatte erhielt der Hit am 17. Dezember 1965, der auch mit einem BMI-Award ausgezeichnet wurde. Insgesamt verkaufte A Lover’s Concerto über 2 Millionen Exemplare und ist ein gelungenes Beispiel für Paraphrasen in der Popmusik.

## Coverversionen
Es gibt mindestens 30 Coverversionen. Als eine der ersten erschien im November 1965 die deutsche Fassung von Alma Cogan unter dem Titel So fängt es immer an (deutscher Text: Phil Walker). In Englisch folgten Quincy Jones (Dezember 1965), The Fleetwoods (Dezember 1965), Supremes (LP I Hear A Symphony; Februar 1966), Floyd Cramer (Februar 1966), Carla Thomas (LP Comfort Me; März 1966), Mrs. Miller (April 1966), Cilla Black (April 1966), Bob Crewe Generation (Februar 1967) oder Delfonics (Juni 1968).